# Port lotniczy Biegisziewo
Port lotniczy Biegisziewo (IATA: NBC, ICAO: UWKE) – port lotniczy położony 19 km na wschód od Niżniekamska, w Tatarstanie, w Rosji.

## Linie lotnicze i połączenia
| Linia lotnicza    | Kierunek                                                                      |
| ----------------- | ----------------------------------------------------------------------------- |
| Aerofłot          | 1. Moskwa-Szeremietiewo                                                       |
| AZIMUT            | 1. Mineralne Wody 2. Niżniewartowsk 3. Tiumeń                                 |
| Corendon Airlines | Sezonowe czartery: 1. Antalya (od 23 maja 2024)                               |
| Ikar              | 1. Soczi                                                                      |
| IrAero            | 1. Baku (od 3 kwietnia 2024)                                                  |
| Pobeda            | 1. Moskwa-Szeremietiewo 2. Moskwa-Wnukowo 3. Sankt Petersburg 4. Soczi        |
| Red Wings         | 1. Moskwa-Żukowskij (od 6 stycznia 2024) 2. Nowy Urengoj (od 6 stycznia 2024) |
| Rossiya Airlines  | 1. Moskwa-Szeremietiewo                                                       |
| S7 Airlines       | 1. Nowosybirsk                                                                |
| UVT Aero          | 1. Tobolsk                                                                    |